# High and Mighty Color
HIGH and MIGHTY COLOR fue una banda de rock japonés (J-Rock) proveniente de Okinawa, Japón, y constó de siete miembros a lo largo de su historia. Se les conoce también como HaiKara (ハイカラ).
Pertenecientes al subsello dentro de Sony Music Japan, Spice Records, la banda es conocida también como la hermana de su similar ORANGE RANGE. La banda debutó con su canción "PRIDE" que fue el segundo opening de la serie de anime llamada Gundam Seed Destiny, lo que les abrió grandes puertas.
La banda originalmente estaba formada por todos cinco miembros originales de la banda a excepción de Maki (la única mujer) que se incluyó más tarde al grupo.

## Biografía

### Inicios
El sexteto proveniente de la Prefectura de Okinawa comenzó solo con Meg y Sassy, cuando mientras cursaban la secundaria decidieron formar su propia banda (en ese entonces un dueto) para tocar juntos canciones del grupo americano Metallica. Más tarde se unieron sus compañeros y amigos Kazuto, mACKAz y Yūsuke, quiénes antes solían ser parte de otra banda novata de secundaria. Ya decidiendo formar la banda en forma seria, se pusieron el nombre de Anti-Nobunaga y comenzaron a tocar dentro de su tierra natal en Okinawa en distintos festivales y locales. La banda comenzó al poco tiempo a hacerse popular dentro del pueblo que vio nacer a grandes figuras del J-Rock como Murasaki y Condition Green. Sassy, líder de la banda, envió cintas de demo a todos los sellos major de Japón, y de todos fueron rechazados ya que se consideraba su música muy poco comercial. Un pequeño sello indie fue el que los apoyó al comienzo, y les dio la oportunidad de preparar presentaciones fuera de su natal Okinawa y explorar nuevos lugares.
Ya en el año 2003 Anti-Nobunaga se presentó a un festival de rock auspiciado por Sony Music Japan, festival que vio a nacer Orange Range -una de las bandas más populares de Rap/Rock de Japón-. Un ejecutivo de Sony Music Entertainment Japan estaba presentes en el festival, y al ver la proyección de las bandas decidió lanzar una compilación titulada Okinawa 2003, donde a la banda se le concedió la oportunidad de trabajar en un estudio por primera vez, grabando dos temas que fueron titulados "Meaning" y "Hate you!". En otro festival similar al que tuvo lugar en Okinawa, el Music Picnic Festival, el mismo ejecutivo de Sony conoció a Maki, y se le ocurrió la idea de reunir a estos dos talentos en bruto para ver si podía resultar algo mejor que pudiera atraer a Sony a que se arriesgara a proyectar sus carreras. Dentro de este tiempo fue cuando los miembros de la banda conocieron a Maki. La joven estaba por irse a vivir a Canadá a estudiar, ya que ese era su sueño desde niña, por lo que inicialmente rechazó la oferta de Anti-Nobunaga, pero no costó mucho convencerla ya su inclinación al identificarse completamente con lo que la banda quería transmitir, al poco tiempo ya se había convertido en un miembro más de la banda.
Desde la integración de Maki, ya desde otra perspectiva, todos decidieron cambiar en forma unánime el nombre de la banda a HIGH and MIGHTY COLOR. Después de seis meses de perfeccionamiento, la banda consiguió un contrato con Spice Records pequeño subsello dentro de Sony, que también albergaba en ese tiempo a Orange Range. Se pasaron casi todo el 2004 escribiendo, componiendo y grabando, hasta que lanzaron al mercado su primer sencillo indie titulado "OVER", en una edición limitada que solo fue puesta en venta en las tiendas Tower Records de Okinawa, Osaka y Tokio. Todas las mil quinientas copias que fueron editadas se vendieron en un tiempo impresionante, y el sencillo fue n.º 1 en las listas de Oricon Indies por un mes completo. Esto fue lo que convenció a Sony Music atomar el riesgo con esta banda, y asesorarlos como banda major.

### Debut
El primer sencillo major de la banda sería "PRIDE", planeado a lanzarse el 2005. Inicialmente estaba pensado para ser tema principal de un evento de fútbol que ocurriría en el mismo periodo de lanzamiento, pero posteriormente le fue concedida la oportunidad de utilizar el tema como tema opening de la serie de anime Gundam Seed Destiny, que en ese tiempo era la animación que tenía mayores niveles de índices de audiencia y niveles de popularidad altísimos. Esto ayudó de forma inmensa a la promoción del sencillo a nivel nacional, lo que al tiempo de su lanzamiento a fines de enero de 2005 lo hizo llegar el segundo lugar de las listas de Oricon, con ventas superiores a doscientas mil copias. La exposición mediática tras esto comenzó de forma más masiva, en especial en torno a Maki, que le dio lugar a la banda no solo en revistas relacionadas al rock, sino incluso en revistas de moda. El segundo sencillo que lanzó la banda fue la versión major de "OVER", el cual originalmente es su primer sencillo lanzado al mercado, pero como fue un lanzamiento indie cuando tenían exposición mediática casi nula, fue considerado como el segundo sencillo. "over" vendió considerablemente menos que "PRIDE", con una diferencia de más de cien mil copias entre los dos, pero igualmente fue considerado un éxito moderado en las listas. Para el siguiente sencillo que la bandalanzaría, "RUN*RUN*RUN", estarían orientados mucho más a ritmos Pop rock, lo que los catalogó incluso como J-Pop común y corriente. Las ventas de los sencillos de HIGH and MIGHTY COLOR se fueron en picada, hasta llegar al punto más bajo con el último sencillo que sería lanzado antes del primer álbum, "Days", también tema con gran influencia del suave Pop rock, y que no vendió más de siete mil copias en Japón. 
El primer álbum de estudio de la banda, titulado G∞VER, fue lanzado ocho meses después que la banda debutaba. Debutó en el puesto n.º 8 de Oricon, vendiendo poco más de 37 mil copias en Japón, y es considerado su álbum más suave y con más influencias de J-Pop. A finales de ese año la banda fue galardonada con un Japan Record Award como Novato del Año, lamentablemente el mismo día en que la abuela de Maki había muerto, por lo que también le fue concedido un pequeño tributo antes de aceptar al premio.

### A la música más fuerte
El primer sencillo lanzado el 2006, "Ichirin no Hana", primer título en japonés de un sencillo de la banda, fue utilizado como tercer opening del anime llamado Bleach, se convirtió en el segundo n.º 2 de la banda en Oricon desde "PRIDE" del año anterior. El tema era considerablemente más fuerte, y con muchas más influencias del Rock que todos sus trabajos anteriormente lanzados, lo que reflejaba que la banda ya quería alejarse del catálogo de J-Pop para ser considerados más del ambiente Rock. Tras esto la banda lanzó con solo dos sencillos promocionales de apoyo su segundo álbum de estudio, titulado Gou on Progressive, lanzado en abril del mismo año. El álbum contenía elementos Rock mucho más fuertes comparados con los del primero, que fue considerado incluso como J-Pop. En marzo la banda viaja por primera vez a los Estados Unidos para promocionar su música en ese lugar, y también para conocer. En este periodo lograron editar su álbum G∞VER en este país, convirtiéndose en el lanzamiento del sello Tofu Records, que posteriormente tomaría fuerza para lanzar más álbumes japoneses de forma similar. 
Tras el lanzamiento de otro sencillo, "DIVE into YOURSELF" -uno de los sencillos que ha tenido menos éxitos de toda la carrera musical de la banda-, se lanzó al mercado el segundo tema de la que tenía relación con la popular serie de Gundam Seed Destiny, "Enrai ~Tooku ni Aru Akari~", canción que alcanzó el n.º 12 en las listas de Oricon, recuperando algo lo perdido tras las pocas ventas del anteriormente mencionado. En enero de 2007, en conmemoración al debut de Maki en el cine al interior de la película Anata wo Wasurenai, se lanzó el primer sencillo de doble cara A de la banda, "Tadoritsuku Basho / Oxalis". Y solo un mes después se lanzó al mercado el tercer álbum de estudio de la banda San (que significa Tres en japonés, escrito en un kanji de formalidad de este número), el cual incluyó un total de cuatro canciones que fueron sencillos. Este se convierte en el primero de los tres álbumes de la banda que no logra entrar a los diez más vendidos de Japón en la primera semana, siendo también el que ha tenido el más bajo número de ventas a pesar de considerarse por muchos la evolución misma de la banda de una calidad antes no alcanzada. En el mes de marzo Yūsuke realizó una colaboración con el bajista de Porno Graffitti, Tama, prestando su voz para el sencillo de este "Honno", el cual fue lanzado en el mes de mayo. Poco después, HIGH and MIGHTY COLOR también se presentaría por segunda vez en los Estados Unidos para una convención de anime, donde también hicieron un concierto para sus fanáticos occidentales.

### Incursión en el Pop
En agosto de 2007 la banda lanzó al mercado su décimo, "Dreams", que aparte de ser escogido para ser ending de la serie de anime llamada Darker tha Black -Kuro no Keiyaku-, también es su primer sencillo balada. Considerado directamente y sin prejuicios como un sencillo de música Pop, es una de las canciones donde se hace más notorio el cambio en el estilo musical del grupo, añadiendo a la música del grupo sonidos de piano, y también al estilo vocal "Machinegun Vox" de Yuusuke. El sencillo llegó al n.º 24 de las listas de Oricon. Algunos meses después, en diciembre, la banda participa en un álbum tributo a Luna Sea versionando su éxito "ROSIER", así como también lanzan un nuevo sencillo al mercado, el cual fue titulado "Amazing", el cual tuvo una tibia recibida por el público y alcanzó por poco a quedar dentro del Top 30 en las listas de música japonesas.
Este mismo mes, se lanza el álbum de grandes éxitos del grupo por Sony, el cual fue titulado 10 COLOR SINGLES. El disco incluyó todos sus sencillos desde su debut con "PRIDE", hasta el sencillo balada "Dreams".

### Matrimonio, Salida de Maki y Remember
Por el mes de mayo de 2008 corrían rumores de que Maki contraería matrimonio. Días después, aparte de que crecía más ese rumor, se dio a conocer que el matrimonio de Maki estaba confirmado.
El 22 de junio, Maki contrajo matrimonio con Masato Nakamura, que desde 1988 integra la famosa banda Dreams come True. Después de algunos meses, se corría otro rumor, Maki dejaba la banda, el cual fue confirmado. Según palabras de la misma Maki, era porque quería dedicarse un poco a su vida matrimonial, como buena esposa.
El 15 de octubre, High and Mighty Color saca su último sencillo junto a Maki el cual fue denominado "Remember", el cual tuvo grandes ventas.
El grupo organizó un concierto en despedida de Maki el cual se realizó el 28 de enero de 2009, que tuvo de nombre "THANKS GIVING" en el cual se escucharon las canciones más famosas de ellos y una dolorosa despedida tanto para el grupo como para los fanes.

### 2009 - Nueva Vocalista
Con Maki aún en el grupo, ellos ya había encontrado a su reemplazo, pero no daban datos de quién era. En la página oficial solo había pistas, ya que, según el grupo, la identidad de la misteriosa vocalista sería revelada poco a poco, mediante la página web. Hasta las últimas fechas solo se dio a conocer un dibujo de ella y su nombre: Halca.
Más tarde, se dio a conocer el perfil entero de la vocalista en la página del grupo. El primer sencillo (titulado "" XYZ ") con la nueva vocalista de la banda, HALCA, fue lanzado en iTunes en Japón y Australia el 8 de julio de 2009.
La banda lanzó su quinto álbum "SWAMP MAN" el 2 de septiembre de 2009, y obtuvo el lugar 25 en las listas de Oricon en su fecha de lanzamiento.
Tras el lanzamiento de su álbum Swamp Man, HIGH and MIGHTY COLOR lanzó una canción a tributo a dos mangas populares (Crows y Worst DE Hiroshi Takahashi) , llamado RED.
La canción fue lanzada en forma digital en Japón el 9 de diciembre de 2009 y el 23 de diciembre de 2009 en iTunes.

### Disolución de la banda
El 18 de mayo de 2010 la banda anuncia su disolución permanente del grupo. La razón fue que los integrantes empezaban a tener dudas de cómo enfocar la música y qué estilo darle. El 11 de agosto de 2010 la banda saca su último sencillo con la nueva vocalista titulado Re:ache. Después de la salida de este sencillo, el grupo se disuelve.

## Discografía

### Sencillos
1. Pride (26 de enero de 2005) (opening #2 del anime Gundam Seed Destiny)
  - Pride Remix (24 de marzo de 2005)
2. OVER (20 de abril de 2005)
3. RUN☆RUN☆RUN (22 de junio de 2005)
4. Days (17 de agosto de 2005)
5. STYLE ～get glory in this hand～ (9 de noviembre de 2005)
6. Ichirin no Hana (一輪の花?) (11 de enero de 2006) (opening #3 del anime Bleach.)
7. DIVE into YOURSELF (26 de julio de 2006)
8. Enrai ~Tooku ni Aru Akari~ (遠雷 ～遠くにある明かり～?)(25 de octubre de 2006)(ending #7 del anime Gundam Seed Destiny)
9. Tadoritsuku Basho / Oxalis (辿り着く場所 / オキザリス?) (24 de enero de 2007)
10. Dreams (1 de agosto de 2007) (ending #2 del anime Darker tha Black -Kuro no Keiyaku-)
11. Amazing (12 de diciembre de 2007)
12. Flashback / Komorebi no Uta (フラッシュバック/木漏レビノ歌?) (27 de febrero de 2008)
13. Hot Limit (25 de junio de 2008)
14. Remember (15 de octubre de 2008)
15. XYZ (20 de junio de 2009)
16. Good bye (agosto de 2009)
17. RED (23 de diciembre de 2009)
18. Re:ache (11 de agosto de 2010)

### Álbumes
1. Goover(14 de septiembre de 2005)
2. Gou On PROGRESSIVE (傲音プログレッシヴ?) (1 de abril de 2006)
3. San (参?) (21 de febrero de 2007)
4. ROCK PIT (19 de marzo de 2008)
5. Beeeeeest (26 de noviembre de 2008)
6. Swamp Man (2 de septiembre de 2009)

## DVD
- Video G∞VER (22 de enero de 2006)
- Live Bee Loud - Thanks Giving (28 de enero de 2009)